# 오미령
오미령(일본어: 近江令)은 일본의 아스카 시대에 제정되었다고 여겨지는 법령 체계이다. 총 22권으로 구성되어 있다. 고대 일본 정부가 편찬한 최초의 율령법전이라고 할 수 있으나 원본은 존재하지 않고 존재 여부를 뒷받침 할 수 있는 사료가 부족할 뿐더러, 존재설과 비존재설 사이의 격한 논쟁이 계속되고 있다. 두 설 모두 '당시에는 율(律)이 제정되지 않았다'는 점에서는 거의 견해가 일치하고 있다.

## 같이 보기
- 다이호 율령